# 頓河哥薩克人
頓河哥薩克人（俄语：Донские казаки）是哥薩克人的一支流，居住在頓河流域的中游和下游。頓河哥薩克人在16世紀末期至1918年曾擁有自己的自治地區。頓河哥薩克人有著很強的軍事傳統，由他們組成的頓河哥薩克軍是19世紀至20世紀初期俄羅斯最大的非正規軍。